# Deutsche Rentenversicherung Bayern Süd
Die Deutsche Rentenversicherung Bayern Süd (DRV Bayern Süd) ist eine zum 1. Januar 2007 entstandene Körperschaft des öffentlichen Rechts und zählt zu den Regionalträgern der Deutschen Rentenversicherung. Sie ging aus der Fusion der Landesversicherungsanstalten (LVA) Niederbayern-Oberpfalz aus Landshut und Oberbayern aus München hervor.
Die DRV Bayern Süd ist auch Verbindungsstelle für Rentenangelegenheiten mit den Ländern Bosnien-Herzegowina, Kosovo, Kroatien, Montenegro, Nordmazedonien, Österreich, Serbien, Slowenien, Slowakei und Tschechien.
Vorsitzende der Geschäftsführung ist Brigitte Iding, Mitglieder der Geschäftsführung sind Rüdiger Alfery und Christian Heide.
Die DRV Bayern Süd ist mit rund 3000 Beschäftigten für Rente und Rehabilitation zuständig.

## Kliniken
An sechs Standorten betreibt die Deutsche Rentenversicherung Bayern Süd eigene Kliniken:
| Standort der Kliniken              | Fachbereich                                                                                        |
| ---------------------------------- | -------------------------------------------------------------------------------------------------- |
| Rehafachzentrum Bad Füssing        | Schwerpunktklinik für Erkrankungen des Haltungs- und Bewegungssystems sowie Rheumatologie          |
| Rehafachzentrum Passau – Kohlbruck | Rehazentrum für Onkologie – Stoffwechselkrankheiten – Diabeteszentrum (DDG) – Ambulante Orthopädie |
| Fachklinik Gaißach                 | Zentrum für chronische Erkrankungen – Kinder – Jugendliche – Eltern                                |
| Klinik Höhenried gGmbH             | Rehabilitationszentrum am Starnberger See – Kardiologie – Orthopädie – Psychosomatik               |
| Klinik Bad Reichenhall             | Zentrum für Rehabilitation, Pneumologie und Orthopädie                                             |
| Orthopädische Klinik Tegernsee     | Schwerpunktklinik für Erkrankungen des Haltungs- und Bewegungssystems                              |

Zum 1. August 2024 wechselte die Trägerschaft der Klinik Donaustauf. Die Klinik wurde von Friedrich Niedermayer in den Jahren 1907/1908 als Lungenheilstätte erbaut. Seit den 1920er Jahren bis zum Jahr 2024 befand sie sich in der Trägerschaft der Deutschen Rentenversicherung Bayern Süd bzw. deren Vorgängerinstitutionen. Am Krankenhaus in Donaustauf arbeiten knapp 280 Beschäftigte. Pro Jahr werden hier nach Angaben der DRV Bayern Süd etwa 3.100 Patienten stationär behandelt. Dazu kommen rund 5.300 ambulante Patientenbesuche. Zum 1. August übernahm die Caritas Regensburg die Klinik Donaustauf. Das Krankenhaus heißt seit dem Sankt Maria gGmbH.

## Reha-Nachsorge
Im Anschluss an eine stationäre oder ganztägig ambulante Leistung zur medizinischen Rehabilitation kann eine Rehabilitationsnachsorge in Betracht kommen. Diese soll den eingetretenen Rehabilitationserfolg festigen. Die Träger der Deutschen Rentenversicherung haben hierfür spezielle Nachsorgeprogramme, z. B. die intensivierte Rehabilitationsnachsorge (IRENA), entwickelt. Die Rehabilitanden sollen durch die Nachsorge das in der Rehabilitation Erlernte in den Alltag übertragen, stabilisieren und fortentwickeln können. Auch die Rehabilitationsnachsorge verordnen die behandelnden Ärzte der Rehabilitationseinrichtung. Die DRV Bayern Süd war der erste gesetzliche Rentenversicherungsträger, der 2013 in der Reha-Nachsorge, als Erweiterung des Nachsorgeangebotes, für die Versicherten die Teletherapie, im Anschluss an eine ganztägige Rehabilitationsmaßnahme, in Form einer Telerehabilitation, anbot. Die Teletherapie ist ein alternatives Nachsorgeangebot zu bereits bestehenden Nachsorgeangeboten der Deutschen Rentenversicherung.
Weitere Details zur Reha-Nachsorge im Abschnitt Weblinks

## Bauwerk

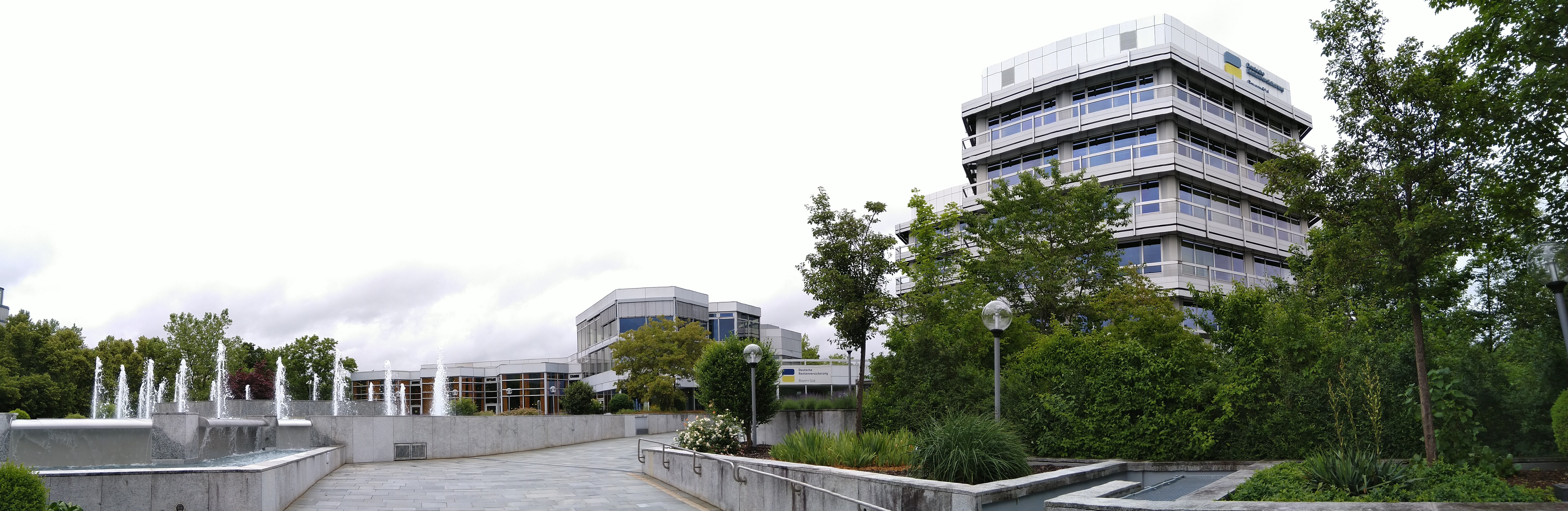

Der Bau des Gebäudekomplex Neuperlach-Süd in München wurde 1971 unter Aufsicht des Staatsministeriums beschlossen. Er sollte in Blockstruktur und aus Wohngruppen bestehen, um einen Bau am Straßenrand mit ruhigen Blockinnenbereichen zu ermöglichen. Die Planungen wurden mehrmals geändert und dauerten wohl bis in die 80er Jahre. Die Blockstruktur wurde aber beibehalten. Vor dem Gebäude befindet sich eine große Springbrunnenanlage.